# Joaquín Pla Laporta
Joaquín Pla Laporta (Barcelona, 1876-Madrid, 15 de diciembre de 1965) fue un arquitecto español. Su obra más conocida es el Palacio de los Condes de Guevara de Madrid.

## Biografía
Nacido en 1876 en Barcelona, falleció el 15 de diciembre de 1965, con una edad de ochenta y nueve años, y habría sido enterrado en el cementerio de San Justo de Madrid.

## Obras

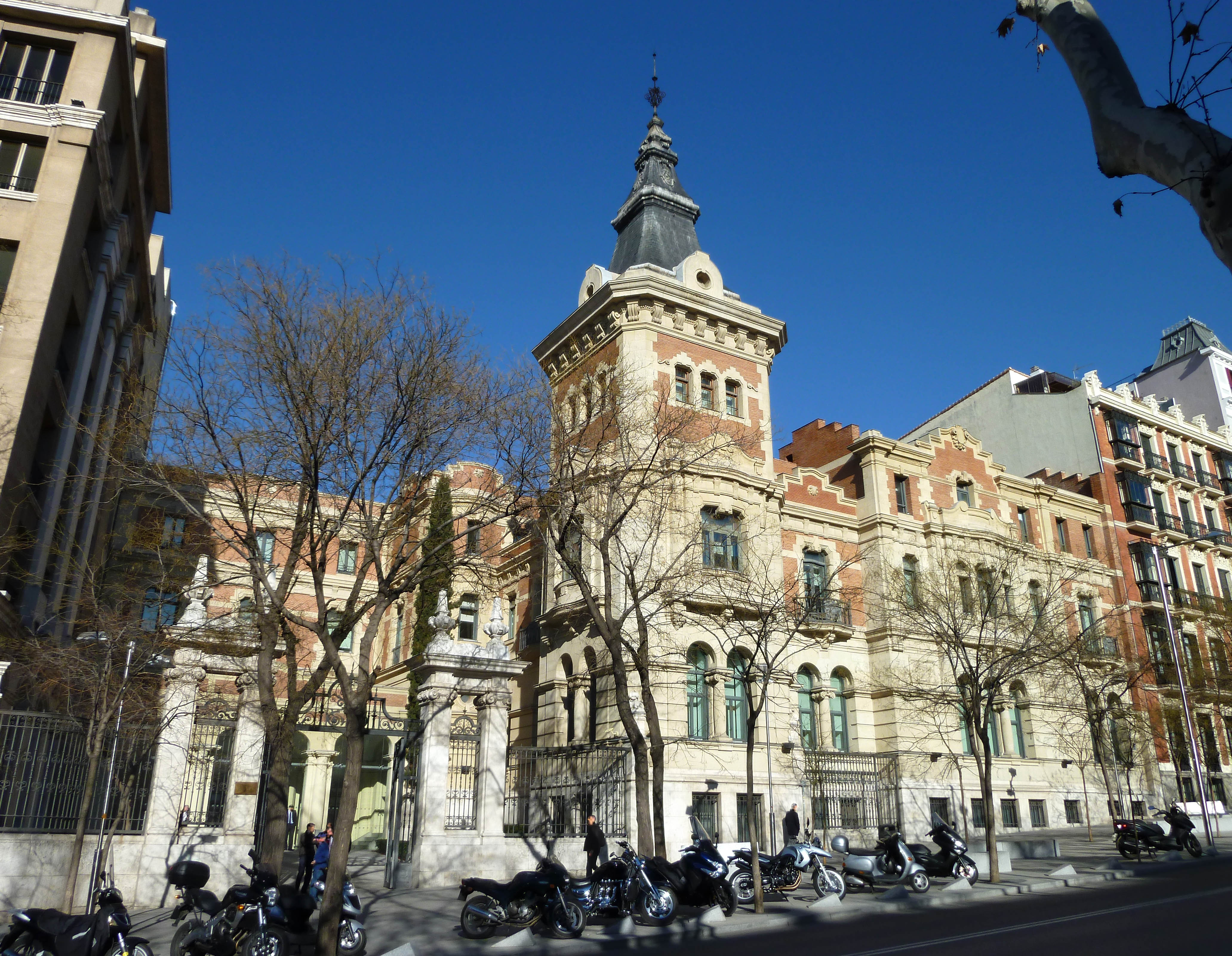
Palacio de los Condes de Guevara (Madrid).

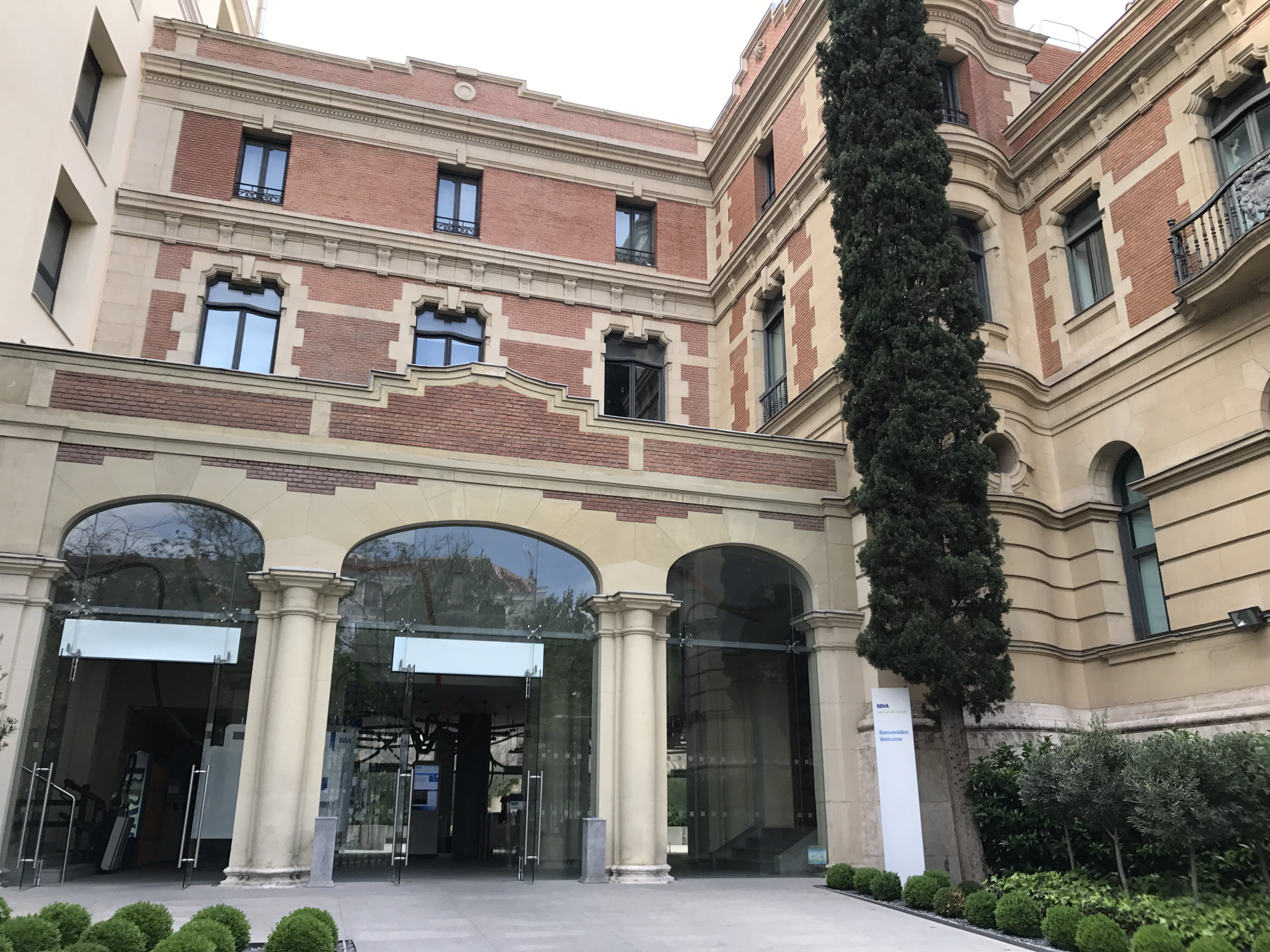
Patio interior del palacio de Guevara.

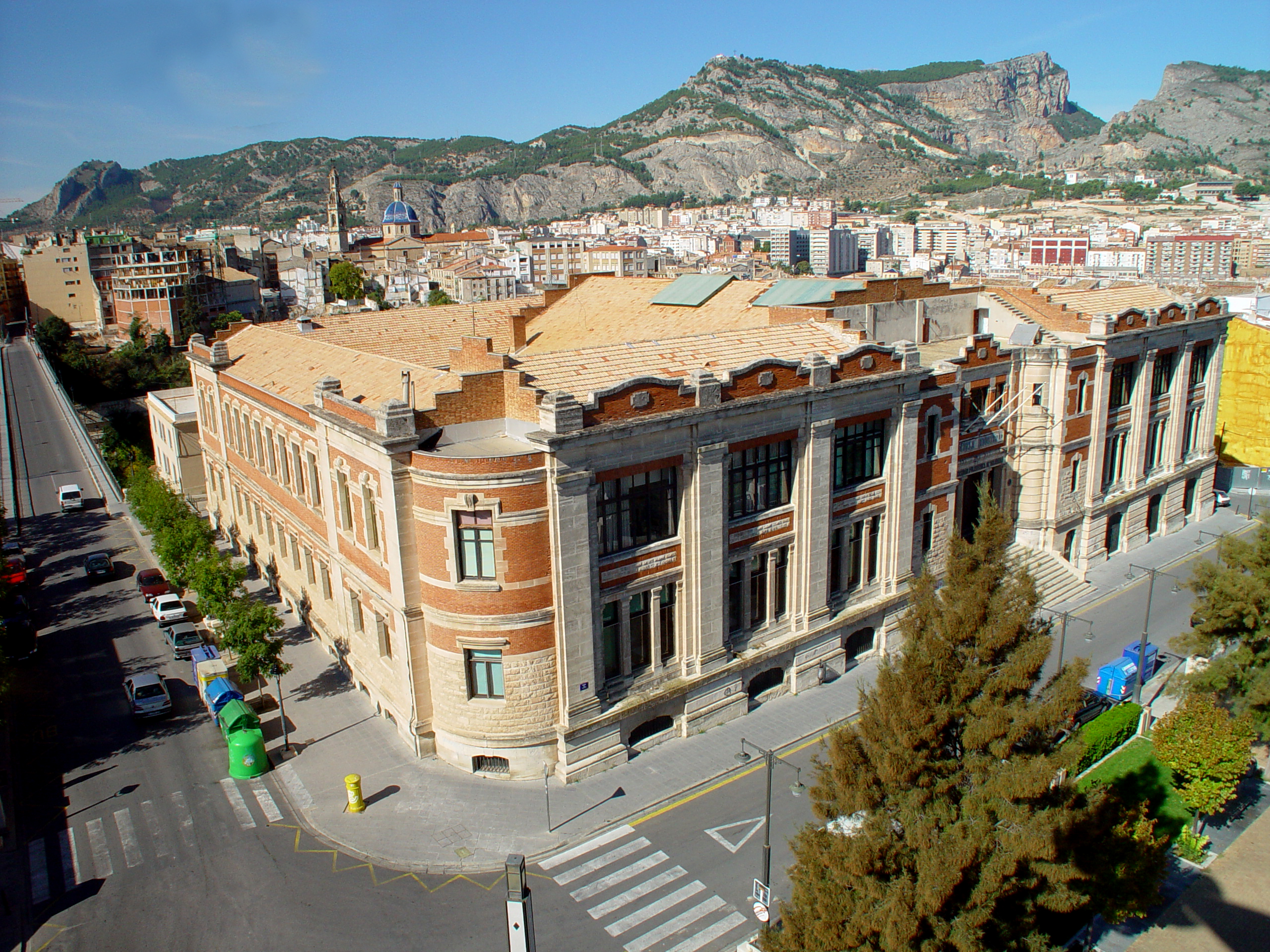
Edificio del Viaducto en Alcoy.

### Madrid
Entre sus obras más conocidas se encuentra el Palacio de los Condes de Guevara, de 1920, situado en el número 8 de la plaza de Santa Bárbara en Madrid.
Entre 1907 y 1908 construye un proyecto de viviendas para Miquel Robert en la Travesía del Conde Duque en Madrid; un edificio residencial que ejemplifica el modernismo madrileño. La fachada que da al núm. 8 de la calle del Limón es sencilla en tanto que el otro alzado está más ornamentado, destacando los vanos de las ventanas rematados por frontones curvos y el mirador lateral.
A finales de 1909, Pla Laporta presentó uno de los 27 proyectos para la construcción del nuevo Casino de Madrid conjuntamente con otros dos arquitectos: Eladio Laredo y Luis de Pontes Lagranja.
Entre 1931 y 1932 construye una casa para José María Plans en un solar de la calle de Cea Bermúdez (entre Galileo y Vallehermoso); el edificio, de solo dos plantas, ocupa la mitad de la parcela ya que el resto estaba destinado a jardín y garaje.

### Resto de España
En el Campus de Alcoy de la Universidad Politécnica de Valencia se conserva el Hospital Sueco-Noruego construido entre 1923 y 1936, y convertido luego en la escuela de peritos industriales. Es de estilo clasicista pero en su interior se encuentran elementos de estilo art déco. Poco después de su inauguración, debido al estallido de la Guerra Civil española, se convierte en cuartel militar y luego en hospital militar.
En el Paseo de Sarasate de Pamplona se encuentra el edificio de Correos y Telégrafos, edificio administrativo construido en 1922 y rehabilitado en 1997. De estilo ecléctico, su fachada combina el ladrillo y la piedra. El interior está configurado en torno al patio de operaciones central. En el exterior, destacan los buzones y las marquesinas; y la parte central está retranqueada para darle mayor solemnidad y fuerza a las dos torres laterales.
En Zaragoza construye en 1946 las oficinas de Fomento de Construcciones y Contratas y un edificio de viviendas en la calle de Fernando El Católico.